# Якти-Юл (Аургазинський район)
Якти́-Юл (рос. Якты-Юл, башк. Яҡты Юл) — присілок у складі Аургазинського району Башкортостану, Росія. Входить до складу Ішлинської сільської ради.
Населення — 52 особи (2010; 62 в 2002).
Національний склад:
- татари — 97%